# Parafia Świętych Apostołów Piotra i Pawła w Starym Kurowie
Parafia Świętych Apostołów Piotra i Pawła w Starym Kurowie – parafia rzymskokatolicka we wsi Stare Kurowo, należąca do dekanatu Drezdenko diecezji zielonogórsko-gorzowskiej, metropolii szczecińsko-kamieńskiej w Polsce, erygowana 1 czerwca 1951. Mieści się przy ulicy Daszyńskiego.